# Arquebisbat de Cosenza-Bisignano

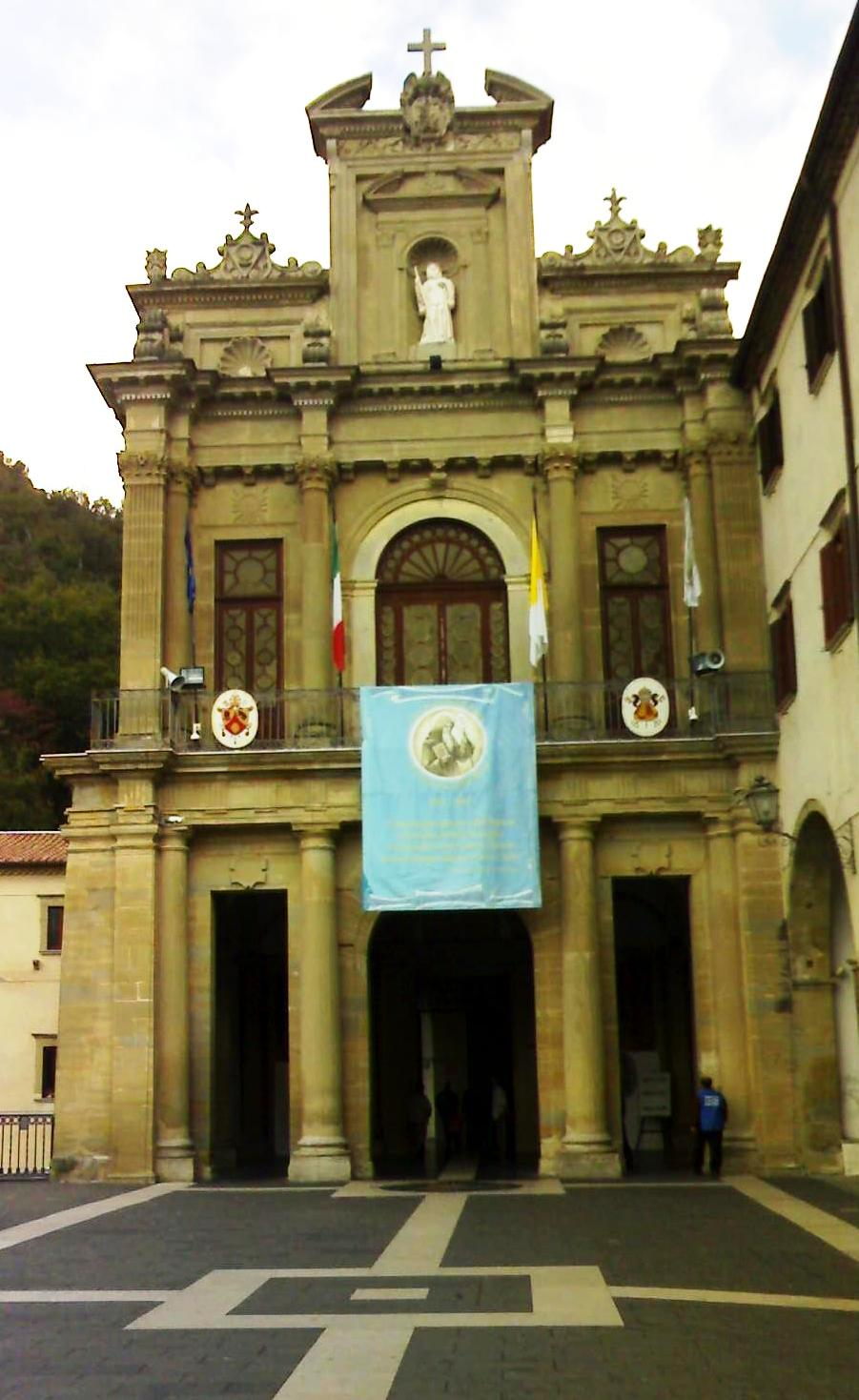
Façana del Santuari de Sant Francesc de Paula

L'arquebisbat de Cosenza-Bisignano (italià: Arcidiocesi di Cosenza-Bisignano ; llatí: Archidioecesis Cosentina-Bisinianensis) és una seu metropolitana de l'Església catòlica que pertany a la regió eclesiàstica Calàbria. El 2006 sumava amb 381.000 batejats al voltant de 383.000 habitants. Actualment està dirigida per l'arquebisbe Salvatore Nunnari.

## Territori
L'arxidiòcesi comprèn part de la província de Cosenza.
La seu arxiepiscopal es torba a la ciutat de Cosenza, on es troba la catedral de l'Assunzione di Maria Vergine. A Bisignano hi ha la concatedral de Santa Maria Assunta.
A la diòcesi es troben tres importants basíliques: la basilica della Catena a Laurignano, la basílica de Sant Francesc de Paula a Paula i la basílica del beato Angelo d'Acri a Acri

## Història

### Seu de Bisignano
La diòcesi de Bisignano probablement va ser erigida entre els segles vii i viii. El primer bisbe que sabem amb certesa és Anteramo que el 743 va assistir a un sínode a Roma. Louis Duchesne esmenta la hipòtesi que Bisignano podria haver estat fundada en el territori de la diòcesi romana d'Orient Thurio.
A principis del segle x pertanyia a la província eclesiàstica de l'arxidiòcesi de Reggio Calàbria i va adoptar el ritu bizantí. Així es desprèn de la Notitia Episcopatuum elaborat per l'emperador romà d'Orient Lleó VI (886-912), que data de 901-902.
És difícil saber exactament quan la part nord-oest de Calàbria va passar de l'imperi romà d'Orient als longobards. En una butlla del Papa Joan XV del 994, on es delimitava la província eclesiàstica de Salern recentment creada, Bisignano (juntament amb Malvern i Cosenza) apareixia entre les sufragànies salernitanes.
Després de la conquesta normanda, al Provinciali de la primera meitat del segle xii Bisignano apareix com immediatament subjecta a la Santa Seu, estat que va mantenir fins al segle xx.
Al segle xiii la diòcesi, ben definit en les seves fronteres, va presumir una gran presència d'esglésies i convents.
El 27 de juny de 1818 amb la butlla De utiliori del Papa Pius VII Bisignano, vacant des de feia anys, es va unir aeque principaliter a la diòcesi de San Marco Argentano.
El 4 d'abril de 1979 en virtut de la butlla Quo aptius del Papa Joan Pau II se separà de la seu de San Marco Argentano i va unir-se aeque principaliter la seu de Cosenza.

### Seu de Cosenza
La tradició dona els noms de dos bisbes que haurien viscut durant el segle i: Suera o Sueda i Sant Pancràs. Tots dos bisbes poden ser considerar llegendaris, encara que és possible que en aquell moment ja fos present a Cosenza una petita comunitat cristiana.
Al segle v la tradició senyala dos bisbes. El 416 un decretal va ser enviat pel Papa Innocenci I a dos episcopi per Bruttios: Massimo i Severo, un dels quals (segons la tradició Sever) poden haver estat un bisbe cosentí. El 496 un altre decretal del Papa Gelasi I va nomenar a tres bisbes "Bruttiorum" : segons la tradició clar, que mai s'esmenta la seu, hauria estat bisbe de Cosenza.
Al segle vi es reporten per un historiador local els noms de dos bisbes Teodoro Savelli i Vitaliano, però no hi ha cap document que ho acrediti.
Cal esperar fins al 598 perquè el nom del primer bisbe provat. En aquest any el Papa Gregori Magne esmenta en una carta al bisbe Palumbo. El mateix Palumbo va ser nomenat en una altra carta de l'any següent, però ja havia mort en 602.
Fins al segle vii la diòcesi de Calàbria van estar immediatament subjecta a la Santa Seu. A partir dels anys 820-842 figura, en canvi, com a sufragània de l'arxidiòcesi de Reggio Calàbria, com es reflecteix a la Notitia Episcopatuum del 902/903.
En els segles següents, històricament els noms dels pocs bisbes dels quals es pot determinar l'existència estan acompanyats de noms llegendaris. Al segle xi estava assegut a la càtedra cosentina Pietro, amb el títol d'arquebisbe. En aquest període de bisbes de Cosenza i de Rossano es proclamaven arquebisbes per escapar del poder metropolità de les seus de Reggio Calàbria i Salern. En els segles X i xi les fonts de Constantinoble continuen veient Cosenza sufragània de Reggio Calàbria, mentre que les fonts romanes la consideren sufragània de Salern (per la butlla del Papa Joan XV de 994, confirmada per una altra d'Esteve IX de 1058).
El successor de Pietro, Arnolfo, té concedit el títol d'arquebisbe en dos documents diferents del 1059. Després de la conquesta normanda, en 1098 el Papa Urbà II va confirmar els drets metropolitans de Salern sobre les seus d'Acerenza i Conza, però no de Cosenza, que podem suposar que ja estaria exempta de la jurisdicció metropolitana. La primera trobada certa de la metròpoli cosentina és del 1179, quan la diòcesi de Martirano s'esmenta com sufragània de Cosenza, mentre que en 1058 era sufragània de Salern.
En 1590 l'arquebisbe Giovanni Evangelista Pallotta va instituir el seminari diocesà, el primer de Calàbria.
Després del concordat de 1818 entre el Regne de Nàpols i la Santa Seu va ser suprimida la diòcesi de Martirano, única sufragània de Cosenza, que per tant va perdre la dignitat metropolitana i va esdevenir un arquebisbat immediatament subjecte a la Santa Seu.
Després de mil anys de continuïtat territorial dins dels mateixos límits, 16 de desembre de 1963, l'arxidiòcesis es va ampliar per incloure les ciutats d'Amantea, Aiello Calabro, Serra d'Aiello, San Pietro in Amantea, Belmonte, Cleto, Falconara Albanese, Fiumefreddo Bruzio, Longobardi i les parròquies de Laghitello i Terrati, que anteriorment pertanyien a la diòcesi de Tropea. Altres canvis territorials van tenir lloc el 21 i 22 de novembre de 1973, quan a l'arxidiòcesi li van ser agregats els municipis de Scigliano, Pedivigliano, Colosimi, Bianchi i Panettieri que pertanyien a la diòcesi de Nicastro i la parròquia de Falconara Albanese, va ser cedida a l'eparquia de Lungro,que tornà al ritu bizantí.
El 30 de setembre de 1986 amb el decret Instantibus votis de la Congregació per als Bisbes, les dues seus de Cosenza Bisignano i es van unir amb la fórmula plena unione i la nova circumscripció eclesiàstica assumí el seu actual nom.
El 10 de novembre 1997 les parròquies d'Acquappesa e Guardia Piemontese van ser cedides a la les diòcesi de Sant Marco Argentano-Scalea.
El 30 de gener de 2001 va ser restablerta al rang metropolità mitjançant la butlla Maiori Christifidelium, del Papa Joan Pau II.

## Cronologia episcopal

### Seu de Bisignano
- Anteramo † (citat el 743)
- Ulutto † (citat el 970) ?
- Rinaldo † (citat el 1182)
- Guglielmo I † (citat el 1222)
- Pietro † (citat el 1236)
- Rainuccio, O.F.M. † (8 de novembre de 1254 - 1258)
- Goffredo Solima † (1276 - 1295 mort)
- Guglielmo Rende † (16 d'abril de 1295 - 1315 mort)
- Goffredo Luzzi † (14 de novembre de 1316 - 1319 mort)
- Nicolò de Acerno † (2 d'abril de 1319 - 22 d'octubre de 1331 nomenat bisbe de Nola)
- Federico † (22 d'octubre de 1331 - de juny de 1339 mort)
- Cristoforo † (19 de febrer de 1347 - 1354 mort)
- Giovanni de' Marignolli, O.F.M. † (12 de maig de 1354 - 1359 mort)
- Giovanni Savelli, O.F.M. † (22 de març de 1359 - 1382 mort)
- Martino de Campo de Petra † (2 de juliol de 1382 - 1384)
- Landolfo † (1384 - 1389 mort)
- Giacomo † (16 de desembre de 1389 - 1429 mort)
- Antonio di Carolei † (25 de febrer de 1429 - 1445 mort)
- Nicola Piscicelli † (11 de setembre de 1445 - 21 d'abril de 1449 nomenat arquebisbe de Salern)
- Giovanni Frangipani † (14 de maig de 1449 - 1486 mort)
- Bernardino Ferrari † (22 de setembre de 1486 - 1498 mort)
- Francesco Piccolomini † (3 de desembre de 1498 - 1530 mort)
- Fabio Arcella † (24 de gener de 1530 - 5 de març de 1537 nomenat bisbe de Policastro)
  - Niccolò Caetani di Sermoneta † (5 de març de 1537 - 13 de març de 1549 dimití) (administrador apostòlic)
- Domenico Somma † (13 de març de 1549 - 24 de desembre de 1558 mort)
  - Niccolò Caetani di Sermoneta † (24 de desembre de 1558 - 1560 dimití) (administrador apostòlic, per segon cop)
- Sante Sacco † (7 de febrer de 1560 - 1563)
  - Niccolò Caetani di Sermoneta † (1563 - 1563 dimití) (administrador apostòlic, per tercer cop)
- Luigi Cavalcanti † (30 de gener de 1563 - 1564 mort)
- Martino Terracina † (28 de juliol de 1564 - 1566 mort)
- Filippo Spinola † (8 de febrer de 1566 - 9 de març de 1569 nomenat bisbe de Nola)
- Prospero Vitelliano † (22 d'abril de 1569 - 1575 dimití)
- Giovanni Andrea Signati † (23 de setembre de 1575 - de novembre de 1575 mort)
- Pompeo Belli † (2 de desembre de 1575 - 1584 mort)
- Domenico Petrucci † (23 de juliol de 1584 - 1598 mort)
- Bernardo del Nero, O.P. † (25 de maig de 1598 - 1607 dimití)
- Gian Giacomo Amati † (2 d'abril de 1607 - 1611 mort)
- Mario Orsini † (31 de gener de 1611 - 24 d'abril de 1624 nomenat bisbe de Tivoli)
- Alderano Bellatto † (15 d'abril de 1624 - 1626 dimití)
- Giovanni Battista de Paola † (27 de maig de 1626 - 1658 mort)
- Carlo Filippo Mei, B. † (8 de juliol de 1658 - 1664 mort)
- Paolo Piromalli, O.P. † (15 de desembre de 1664 - 28 de maig de 1667 mort)
- Giuseppe Maria Sebastiani, O.C.D. † (22 d'agost de 1667 - 3 d'octubre de 1672 nomenat bisbe de Città di Castello)
- Onofrio Manes † (3 d'octubre de 1672 - 22 de novembre de 1679 mort)
- Giuseppe Consoli † (7 d'octubre de 1680 - de març de 1706 mort)
- Pompilio Berlingieri † (17 de maig de 1706 - de març de 1721 mort)
- Felice Sollazzo Castriotta † (16 de juliol de 1721 - 18 de juny de 1745 dimití)
- Bonaventura Sculco † (21 de juny de 1745 - 20 de setembre de 1781 mort)
  - Sede vacante (1781-1792)
- Lorenzo Maria Varano, O.P. † (18 de juny de 1792 - 9 de desembre de 1803 mort)
  - Sede vacante (1803-1818)

### Seu de San Marco Argentano e Bisignano
- Pasquale Mazzei † (29 de setembre de 1819 - 15 de febrer de 1823 mort)
- Felice Greco † (3 de maig de 1824 - 22 de febrer de 1840 mort)
- Mariano Marsico † (24 de febrer de 1842 - 14 d'octubre de 1846 mort)
- Livio Parladore † (28 de setembre de 1849 - 19 de setembre de 1888 mort)
- Stanislao Maria de Luca † (19 de setembre de 1888 - 18 de maig de 1894 nomenat bisbe de San Severo)
- Luigi Pugliese † (5 de juny de 1895 - 22 de juny de 1896 nomenat bisbe d'Ugento)
- Carlo Vincenzo Ricotta † (22 de juny de 1896 - 14 de gener de 1909 mort)
- Salvatore Scanu † (27 de març de 1909 - 22 de gener de 1932 mort)
- Demetrio Moscato † (24 de juny de 1932 - 22 de gener de 1945 nomenat arquebisbe de Salern)
- Michele Rateni † (6 de juny de 1945 - 7 de juliol de 1953 mort)
- Agostino Ernesto Castrillo, O.F.M. † (17 de setembre de 1953 - 17 d'octubre de 1955 mort)
- Luigi Rinaldi † (22 de febrer de 1956 - 1977 jubilat)

### Seu de Cosenza
- Palumbo † (citat el 598 i al 599)
- Giuliano † (citat el 679)
- Pelagio † (citat el 743)
- Iselgrimo † (902 - 920)
- Pietro I † (? - 1056 mort)
- Arnolfo I † (citat el 1059)
- Ruffo I † (citat el 1077)

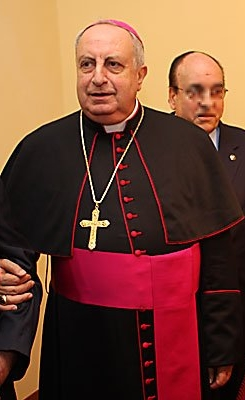
L'arquebisbe actual, Salvatore Nunnari

- Arnolfo II † (citat el 1093 i el 1123)
- Riccardo † (citat el 1166)
- Sanzio † (citat el 1169)
- Ruffo II † (? - 1184 mort)
- Pietro II † (citat el 1185)
- Bonomo † (1188 - 1200 mort)
- Andrea I † (1201 - 1202 mort)
- Luca Campano, O.Cist. † (1203 - 1224 mort)
- Opizone Colombi † (1224 - 1250/1254 mort)
- Bartolomeo Pignatelli † (4 de novembre de 1254 - 30 de setembre de 1266 nomenat arquebisbe de Messina)
- Tommaso Agni, O.P. † (18 d'abril de 1267 - 19 de març de 1272 nomenat Patriarca de Jerusalem)
  - Riccardo da Benevento † (1272 - ?) (bisbe electe)
- Belprando † (30 de novembre de 1276 - 1278 mort)
- Pietro, O.P. † (5 d'abril de 1278 - 1290 mort)
  - Adamo De Ducy † (17 de novembre de 1290 - 1295 mort) (bisbe electe)
- Ruggero di Narenta † (15 d'agost de 1295 - 1298 mort)
- Pietro Boccaplanula, O.F.M. † (1298 - 1319 mort)
- Nicola † (24 de juny de 1320 - 1330 mort)
- Francesco Della Marra † (25 de maig de 1330 - 1353 mort)
- Pietro de Galganis † (29 de gener de 1354 - 3 de novembre de 1362 mort)
- Nicola Caracciolo † (14 de desembre de 1362 - 1365 mort)
- Cerretano dei Cerretani † (21 de febrer de 1365 - 1377 mort)
- Nicola Brancaccio † (13 de gener de 1377 - 18 de desembre de 1378 dimití)
- Giovanni da Camerino † (24 de gener de 1379 - ? mort)
- Andrea II † (2 de desembre de 1383 - ?)
- Tirello Caracciolo Pisquizi † (24 d'abril de 1388 - 1412 mort)
- Francesco Tomacelli † (5 de gener de 1413 - 3 d'agost de 1424 nomenat bisbe de Capaccio)
- Bernardino o Berardo Caracciolo † (3 d'agost de 1425 - 1452 mort)
- Pirro Caracciolo † (20 de novembre de 1452 - 1 d'agost de 1481 mort)
  - Giovanni d'Aragona † (14 de novembre de 1481 - 17 d'octubre de 1485 mort) (administrador apostòlic)
- Nicola Bucciardi Cybo † (19 d'octubre de 1485 - 24 d'abril de 1489 nomenat arquebisbe d'Arle)
- Carlo Domenico del Carretto † (24 d'abril de 1489 - 10 d'octubre de 1491 nomenat bisbe d'Angers)
- Battista Pinelli † (10 d'octubre de 1491 - 1495 mort)
- Bartolomeo Flores † (4 d'agost de 1495 - 1497 deposto)
- Ludovico Agnelli † (16 d'octubre de 1497 - 3 de novembre de 1499 mort)
- Francesco Borgia † (6 de novembre de 1499 - 4 de novembre de 1511 mort)
- Giovanni Ruffo de Theodoli † (6 de novembre de 1511 - 1527 mort)
- Niccolò Gaddi † (31 de gener de 1528 - 21 de juny de 1535 dimití) (administrador apostòlic)
- Taddeo Gaddi † (21 de juny de 1535 - 22 de desembre de 1561 mort)
- Francesco Gonzaga † (2 de juny de 1562 - 12 de gener de 1565 dimití)
- Francesco Milesio † (12 de gener de 1565 - 10 de gener de 1568 mort)
  - Flavio Orsini † (24 de gener de 1569 - 16 de setembre de 1573 dimití) (administrador apostòlic)
- Andrea Matteo Acquaviva d'Aragona † (16 de setembre de 1573 - 1576 mort)
- Fantino Petrignani † (6 de gener de 1577 - 1585 dimití)
- Silvio Passerini † (20 de maig de 1585 - 1587 mort)
- Giovanni Evangelista Pallotta † (11 de setembre de 1587 - 5 d'abril de 1591 dimití)
- Giovanni Battista Costanzo † (5 d'abril de 1591 - 1617 mort)
- Paolo Emilio Santoro † (3 de juliol de 1617 - 20 de novembre de 1623 nomenat arquebisbe d'Urbino)
- Giulio Antonio Santoro † (29 de gener de 1624 - 28 de setembre de 1638 mort)
- Martino Alfieri † (11 d'abril de 1639 - 1641 mort)
- Antonio Ricciulli † (27 de novembre de 1641 - de maig de 1643 mort)
- Alfonso Castiglion Morelli † (31 d'agost de 1643 - 22 de febrer de 1649 mort)
- Giuseppe Sanfelice † (22 d'agost de 1650 - 10 de novembre de 1660 mort)
- Gennaro Sanfelice † (21 de novembre de 1661 - 19 de febrer de 1694 mort)
- Eligio Caracciolo † (15 de març de 1694 - 17 d'octubre de 1700 mort)
- Andrea Brancaccio, C.R. † (18 d'abril de 1701 - 4 de juny de 1725 mort)
- Vincenzo Maria d'Aragona, O.P. † (23 de juliol de 1725 - 18 d'abril de 1743 mort)
- Francesco Antonio Cavalcanti, C.R. † (20 de maig de 1743 - 7 de gener de 1748 mort)
- Michele Maria Capece Galeota, C.R. † (6 de maig de 1748 - 20 d'agost de 1764 nomenat arquebisbe de Càpua)
- Antonio d'Afflitto, C.R. † (20 d'agost de 1764 - 26 d'octubre de 1772 mort)
- Gennaro Clemente Francone † (14 de desembre de 1772 - 27 de febrer de 1792 nomenat bisbe de Gaeta)
- Raffaele Mormile, C.R. † (27 de febrer de 1792 - 28 de març de 1803 nomenat arquebisbe de Palerm)
- Vincenzo Nicola Pasquale Dentice, O.S.B. † (26 de juny de 1805 - 1 de novembre de 1806 mort)
  - Sede vacante (1806-1818)
- Domenico Narni Mancinelli † (6 d'abril de 1818 - 24 de febrer de 1832 nomenat bisbe de Caserta)
- Lorenzo Pontillo † (20 de gener de 1834 - 10 de novembre de 1873 mort)
- Camillo Sorgente † (5 de maig de 1874 - 2 d'octubre de 1911 mort)
- Tomasso Trussoni † (14 de desembre de 1912 - 9 d'abril de 1934 jubilat)
- Roberto Nogara † (22 d'agost de 1934 - 24 d'abril de 1940 mort)
- Aniello Calcara † (1 de juliol de 1940 - 5 de juliol de 1961 mort)
- Domenico Picchinenna † (4 de setembre de 1961 - 29 de maig de 1971 nomenat arquebisbe coadjutor de Catania)
- Enea Selis † (2 de setembre de 1971 - 4 d'abril de 1979 nomenat arquebisbe de Cosenza e vescovo di Bisignano)

### Seu de Cosenza i Bisignano
- Enea Selis † (4 d'abril de 1979 - 30 d'octubre de 1979 dimití)
- Dino Trabalzini † (18 de març de 1980 - 30 de setembre de 1986 nomenat arquebisbe de Cosenza-Bisignano)

### Seu de Cosenza-Bisignano
- Dino Trabalzini † (30 de setembre de 1986 - 6 de juny de 1998 jubilat)
- Giuseppe Agostino † (6 de juny de 1998 - 18 de desembre de 2004 jubilat)
- Salvatore Nunnari, des del 18 de desembre de 2004

## Estadístiques
A finals del 2006, l'arxidiòcesi tenia 381.000 batejats sobre una població de 383.000 persones, equivalent al 99,5% del total.
| any  | població | població | població | sacerdots | sacerdots       | sacerdots       | sacerdots             | diaques | religiosos | religiosos | parroquies |
| ---- | -------- | -------- | -------- | --------- | --------------- | --------------- | --------------------- | ------- | ---------- | ---------- | ---------- |
| any  | batejats | total    | %        | total     | clergat secular | clergat regular | batejats por sacerdot | diaques | homes      | dones      |            |
| 1950 | 238.256  | 240.656  | 99,0     | 252       | 180             | 72              | 945                   |         |            |            | 120        |
| 1969 | 293.712  | 294.712  | 99,7     | 237       | 152             | 85              | 1.239                 |         | 113        | 543        | 114        |
| 1980 | 348.041  | 349.207  | 99,7     | 308       | 172             | 136             | 1.130                 |         | 168        | 561        | 200        |
| 1990 | 370.981  | 376.970  | 98,4     | 274       | 150             | 124             | 1.353                 | 1       | 136        | 548        | 125        |
| 1999 | 378.000  | 380.000  | 99,5     | 233       | 133             | 100             | 1.622                 | 12      | 110        | 400        | 124        |
| 2000 | 372.000  | 380.000  | 97,9     | 238       | 138             | 100             | 1.563                 | 11      | 112        | 573        | 126        |
| 2001 | 372.000  | 380.000  | 97,9     | 238       | 138             | 100             | 1.563                 | 14      | 113        | 573        | 127        |
| 2002 | 373.000  | 381.000  | 97,9     | 251       | 151             | 100             | 1.486                 | 25      | 113        | 590        | 127        |
| 2003 | 374.000  | 382.000  | 97,9     | 254       | 154             | 100             | 1.472                 | 26      | 113        | 590        | 126        |
| 2004 | 377.000  | 379.000  | 99,5     | 252       | 152             | 100             | 1.496                 | 25      | 113        | 590        | 126        |
| 2006 | 381.000  | 383.000  | 99,5     | 263       | 163             | 100             | 1.448                 | 35      | 113        | 590        | 127        |

### Per Cosenza
- Francesco Lanzoni, Le diocesi d'Italia dalle origini al principio del secolo VII (an. 604), vol. I, Faenza 1927, p. 343 (italià)
- Giuseppe Cappelletti, Le Chiese d'Italia dalla loro origine sino ai nostri giorni, Venezia 1870, vol. XXI, pp. 285–295 (italià)
- Enzo Stancati, Cosenza nei suoi quartieri, Cosenza 2007, p. 306 (italià)
- Riccardo Giraldi, Il popolo cosentino e il suo territorio, Cosenza 2003, pp. 69, 72, 113-114, 121, 166 (italià)
- Pius Bonifacius Gams, Series episcoporum Ecclesiae Catholicae, Leipzig 1931, pp. 878–879(llatí)
- Konrad Eubel, Hierarchia Catholica Medii Aevi, vol. 1 Arxivat 2019-07-09 a Wayback Machine., p. 220; vol. 2 Arxivat 2018-10-04 a Wayback Machine., pp. 141–142; vol. 3 Arxivat 2019-03-21 a Wayback Machine., pp. 183–184; vol. 4 Arxivat 2018-10-04 a Wayback Machine., p. 171; vol. 5, p. 179; vol. 6, pp. 190–191(llatí)
- Biografia de Francesco Borgia (anglès)
- Biografia de Taddeo Gaddi (anglès)
- Biografia de Francesco Gonzaga (anglès)
- Biografia de Flavio Orsini (anglès)
- Biografia de Giovanni Evangelista Pallotta (anglès)

### Per Bisignano
- La diòcesi de Bisignano a Catholic Hierarchy(anglès)
- Aquest article incorpora fragments d'una publicació que està en domini públic:  «article name needed». A: Charles Herbermann. Catholic Encyclopedia.  Nova York: Robert Appleton, 1913.
- Pius Bonifacius Gams, Series episcoporum Ecclesiae Catholicae, Leipzig 1931, p. 858(llatí)
- Konrad Eubel, Hierarchia Catholica Medii Aevi, vol. 1 Arxivat 2019-07-09 a Wayback Machine., p. 136; vol. 2 Arxivat 2018-10-04 a Wayback Machine., p. 106; vol. 3 Arxivat 2019-03-21 a Wayback Machine., p. 134; vol. 4 Arxivat 2018-10-04 a Wayback Machine., p. 117; vol. 5, pp. 119–120; vol. 6, p. 263(llatí)
- Dictionnaire d'Histoire et de Géographie Ecclésiastiques, t. IX, Paris 1937, p. 8(francès)
- Gaetano Moroni, Dizionario di erudizione storico-ecclesiastica da S. Pietro sino ai nostri giorni, vol. XLII, Venezia 1847, pp. 265–267 (italià)
- Vincenzio d'Avino, Cenni storici sulle chiese arcivescovili, vescovili e prelatizie (nullius) del Regno delle Due Sicilie, Napoli 1848, pp. 65–72 (italià)
- Butlla De utiliori, a Bullarii romani continuatio, Tomo XV, Romae 1853, pp. 56–61(llatí)